# Chen Pomeranz
Chen Pomeranz (* 28. Mai 1984 in Hod haScharon, Israel) ist ein israelischer Handballspieler. Aufgrund seiner deutschen Großmutter besitzt er auch die deutsche Staatsangehörigkeit.
Pomeranz, der auch für die israelische Nationalmannschaft auflief, wird meist auf der Rückraummitte eingesetzt.

## Vereinskarriere
Chen Pomeranz begann bei AS Ramat Hod haScharon in seiner Heimatstadt mit dem Handballspiel. Schon bald wurde er von Talentspähern entdeckt und gelangte zum nächstgrößeren Club ASA Tel Aviv, wo er in der ersten israelischen Liga debütierte und 2005 den israelischen Pokal gewann. Daraufhin wurden auch ausländische Vereine auf Pomeranz aufmerksam; schließlich wurde er 2006 vom Schweizer Verein Grasshopper Club Zürich verpflichtet. Dort wurde Pomeranz Schweizer Vizemeister, erhielt jedoch nur wenig Einsatzzeiten. Nach nur einem Jahr zog er weiter zum Aufsteiger HC Kriens. Dort fand er sich wesentlich besser zurecht, schaffte den Klassenerhalt und wurde mit 266 Toren Torschützenkönig der Nationalliga A. Mit dieser Empfehlung wurde Pomeranz im Sommer 2008 vom deutschen Bundesligisten HSG Wetzlar unter Vertrag genommen. Ein Jahr später wechselte er zum Zweitligisten ASV Hamm. Mit Hamm stieg Pomeranz in die Bundesliga auf. Anschließend bildete Hamm mit der Ahlener SG eine Sportgemeinschaft, die HSG Ahlen-Hamm. Dabei war Pomeranz bester Werfer der HSG und war Teilnehmer des HBL All-Star Game 2011. In selbiger Saison stieg die HSG wieder ab und löste sich auf. Anschließend war Pomeranz ohne Verein. Im November 2011 unterzeichnete er einen Vertrag beim Nachfolgeverein ASV Hamm-Westfalen mit einer Laufzeit bis Juli 2014. Am 8. November 2012 gab der ASV Hamm bekannt, dass Pomeranz den Verein in Richtung TV Großwallstadt verlässt. Pomeranz lief bis zum Sommer 2015 für Großwallstadt auf und legte anschließend eine Pause ein. Im Januar 2016 unterschrieb er einen Vertrag bei Maccabi Tel Aviv. Mit Maccabi Tel Aviv gewann er 2016 die israelische Meisterschaft. Nachdem Pomeranz 2018 zu AS Ramat haScharon zurückgekehrt war, schloss er sich zwei Jahre später dem spanischen Verein BM Puerto Sagunto an. Nach dem Abstieg seines Vereins wechselt er zur Saison 2021/2022 zu Club Balonmano Puente Genil. Nach der Saison 2022/2023 verließ er den Verein.

## Nationalmannschaft
Chen Pomeranz hat über 160 Länderspiele für die israelische Nationalmannschaft bestritten, konnte sich mit seinem Land jedoch nie für ein größeres internationales Turnier qualifizieren. Bei der U21-Weltmeisterschaft 2005 in Ungarn wurde er Torschützenkönig. In der Qualifikation zur Weltmeisterschaft 2015 war er bester Torschütze mit 56 Treffern in sechs Spielen, scheiterte aber knapp an den Play-offs.